# بازیان
بازیان (به لاتین: Accipitrinae) یک زیرخانواده از خانوادهٔ بازان هستند که اغلب به عنوان «بازهای راستین» شناخته می‌شوند، شامل تمام اعضای سردهٔ بازها و سرده‌های نزدیک یعنی شهبازهای چهچه‌زن، باز دم‌دراز، شهبازهای سرخ و شهباز دوریا است. سردهٔ بزرگ و گسترده Accipiter شامل شهبازها، بازگنجشک‌ها، باز ساق‌تیز و دیگران است. آنها عمدتاً پرندگان بیشه‌زار هستند که با دم‌های بلند، بال‌های پهن و قدرت بینایی بالا که این سبک زندگی را آسان می‌کند، با ضربه‌های ناگهانی از یک نشیمنگاه پنهان شکار می‌کنند. در پرتو تحقیقات ژنتیکی اخیر، کورکورهای زیرخانواده سنتی کورکوریان نیز ممکن است به این گروه تعلق داشته باشند.

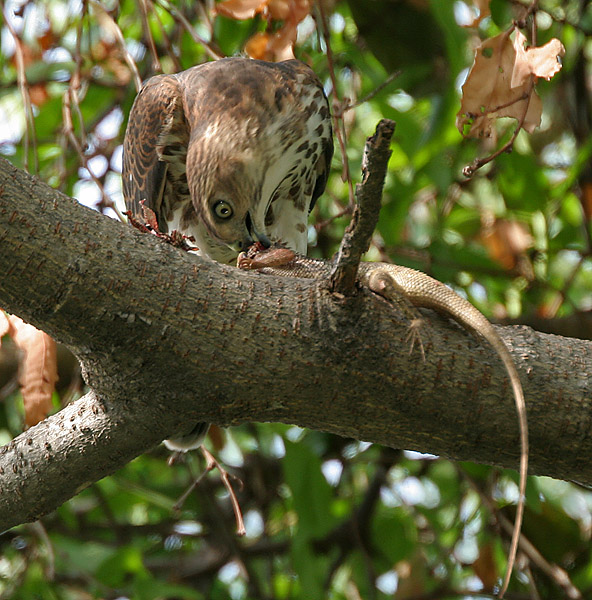
پیغوی کوچک پیغوی کوچک از یک مارمولک باغی در حیدرآباد، هند تغذیه می‌کند.

باور بر این است که بازها، از جمله بازیان، بینایی چندین برابر بیشتر از انسان‌ها دارند که تا اندازه‌ای به سبب تعداد زیاد سلول‌های گیرنده نور در شبکیه چشمشان (تا ۱۰۰۰۰۰۰ در هر میلی‌متر مربع، در مقابل ۲۰۰۰۰۰ برای انسان) است و تعداد بسیار بالای نورون‌ها گیرنده‌ها را به مغز متصل می‌کند و یک گوده مرکزی، بخش مرکزی میدان بینایی را بزرگ‌نمایی می‌کند.